# Titus Feuerfuchs
Titus Feuerfuchs (Untertitel: Liebe, Tücke und Perücke) ist eine burleske Oper in zwei Akten (fünf Bildern) von Heinrich Sutermeister, der auch sein eigener Librettist war. Das Textbuch basiert auf der Posse Der Talisman von Johann Nepomuk Nestroy. Uraufführung war am 14. April 1958 am Stadttheater Basel.

## Handlung
Die Oper spielt auf dem Gelände einer Brauerei und auf dem naheliegenden gräflichen Schloss Cypressenburg zur Zeit des Biedermeiers.
Titus ist einer der Lehrjungen in der Brauerei seines Onkels Spund. Wegen seiner roten Haarpracht wird er ständig von Knechten und Bräumädchen gehänselt. Deshalb neigt er auch dazu, durch Schabernack für ungewollte Aufmerksamkeit zu sorgen. Eines Tages jedoch platzt Onkel Spund der Kragen, und er jagt seinen Neffen davon.
Monsieur Marquis ist einer der gefragtesten Friseure im ganzen Land. Seine Gehilfen tragen ihn in einer Sänfte zum Schloss Cypressenburg, wo er die verwitwete Gräfin für deren bevorstehende Geburtstagsfeier verschönern soll. Während einer kleinen Rast im Wald wird das Grüppchen von sechs Banditen überfallen. Titus hat alles mitbekommen und stürzt sich wagemutig dazwischen. Dank seiner Hilfe gelingt es, die Räuber in die Flucht zu schlagen. Auch Monsieur Marquis zeigt sich dankbar und schenkt seinem Retter eine Hutschachtel, die dieser zunächst aber überhaupt nicht beachtet.
Unweit des gräflichen Schlosses begegnet Titus der Gänsemagd Salome Pockerl. Auch sie hat feuerrotes Haar und ist dessentwegen auch oft dem Spott der anderen ausgesetzt. Die beiden jungen Leute sind sich auf Anhieb sympathisch und beginnen, miteinander fröhlich zu schäkern. Der Flirt wird jedoch jäh beendet, als Salome von ihrer Chefin Flora Baumscheer, der verwitweten Schlossgärtnerin, abberufen wird. 
Inzwischen hat Titus Monsieur Marquis‘ Geschenk geöffnet. Zu seiner Überraschung enthält die Schachtel keinen alten Hut, sondern eine wunderschöne schwarze Perücke, die ihm passt. Gleich will er sich so der Gänsemagd zeigen. Er findet auch Einlass ins Schloss; doch Salome kann er nicht entdecken. Statt ihrer trifft er auf deren Chefin. Flora Baumscheer zeigt sich entzückt über den Anblick des eleganten jungen Mannes. Aber auch bei Kammerfrau Constantia hat Titus gleich einen Stein im Brett. Ganz verführerisch umgarnt sie den Charmeur. Jetzt packt aber Monsieur Marquis die Eifersucht, denn sein Herz ist seit längerem für Constantia entbrannt, und nun sieht er in Titus einen Nebenbuhler. Als Titus vor Müdigkeit in einem Sessel eingeschlafen ist, reißt er ihm kurzerhand die Perücke vom Kopf und verlässt den Raum.
Kaum ist Titus erwacht, da bemerkt er, dass ihm seine schwarze Lockenpracht abhandengekommen ist. Doch der Haarkünstler hat in seiner Eile vergessen, den Perückenschrank zu schließen. Rasch grapscht Titus hinein und ist nun im Besitz eines blonden Toupets.
Kammerfrau Constantia hält nun die Zeit für gekommen, den neuen Gast als Kammerjunker der Gräfin zu präsentieren. Der einzige Nachteil an ihm seien nur seine schwarzen Haare. (Constanzia weiß, dass die Hochwohlgeborene schwarze Haare überhaupt nicht leiden kann.) Umso mehr ist die Gräfin überrascht, dass nun ein blonder Jüngling den Raum betritt, sie ist entzückt. Der Kammerfrau wird plötzlich schwindlig; sie ist einer Ohnmacht nahe. Doch als sie sich wieder gesammelt hat, geht sie auf den verdutzten Titus zu und schilt ihn einen Betrüger. Darüber gerät die Gräfin dermaßen in Rage, dass sie ihre Contenance verliert und fristlos die Entlassung der Kammerfrau verfügt. Wütend verlässt diese das Schloss.
Die Geburtstagsfeierlichkeit geht ihrem Höhepunkt zu. Die von der Gräfin selbst vertonten Werke „Frühlingswonne“ und „Ode“ sollen uraufgeführt werden. Titus im Frack des verstorbenen Grafen begleitet das Geburtstagskind mit Harfenklängen. Die Komponistin ist von ihren eigenen Liedern und ihrem Gesang so überwältigt, dass sie in Ohnmacht fällt. Die Gäste geben sich alle Mühe sie wieder zu erwecken. Da öffnet sich auf einmal die Tür des Saales. Mit den Rufen „Witwenschänder! Lumpenkerl! Vagabund!“ stürzen Flora Baumscheer und die entlassene Constantia herein und bezichtigen Titus des Betruges. In Wirklichkeit sei er kein blonder Jüngling, nein, er habe pechschwarzes Haar! Dem Armen bleibt jetzt nichts anderes mehr übrig, als seine Perücke abzunehmen. Wie nun die ganze Festgesellschaft die rote Lockenpracht erblickt, wird allen klar, dass Titus tatsächlich ein Schwindler ist. Schnell hat die Gräfin vergessen, dass sie kurz zuvor ihre Kammerfrau vor die Tür gesetzt hat. Gemeinsam mit ihr und der Gärtnerin wollen sich die drei an Titus rächen. Da öffnet sich erneut die Saaltür und Brauereibesitzer Spund mit Salome Pockerl im Gefolge tritt ein. Titus‘ Onkel hat längst bereut, was er seinem Neffen angetan hat. Jetzt will er alles wiedergutmachen. Mit Tränen in den Augen schließt er Titus in seine Arme. Darüber zeigen sich auch die drei Furien ergriffen. Sie können dem Schwindler nur noch alles Gute wünschen.
Titus erkennt, dass seine wahre Liebe nicht am Luxus hängt. Sein Herz schlägt nur noch für Salome Pockerl, mit der er die rote Haartracht gemeinsam hat. Er macht ihr einen Heiratsantrag und diese  willigt ein.

## Musik
Witzig ist nicht nur Sutermeisters Textbuch, sondern auch seine tänzerisch bewegte Musik, bestehend aus Couplets, Parodien und Pantomimen. Als einzelne Nummern seien hervorgehoben: Titus‘ Lied nach dem Entdecken der schwarzen Perücke So halt ich dich, du stolze Karriere, du schwarze Lockenpracht, du lockige Chimäre! Du bist im Scheitel meiner Zukunft Glück! Lebt wohl, lebt alle wohl! In jene höh’re Sphäre steig ich nun auf und lass die schnöde Welt zurück! Als Titus merkt, dass seine Perücke verschwunden ist, singt er Wer raubte sie, die lockige Chimäre, und spielte «Macht des Schicksals» hinterrücks? Reizvoll ist auch das Lied der Gräfin, als sie Titus das erste Mal erblickt O blonder Cherub süßer Harmonien, Apollo selbst ist mir erschienen.